# Tiberi Juni Brutus
Tiberi Juni Brutus (en llatí: Tiberius L. f. M. n. Junius Brutus) va ser un dels dos fills de Luci Juni Brutus i la seva esposa Vitèl·lia. Va ser executat, juntament amb el seu germà Titus, per ordre del seu propi pare cap a l'any 509 aC, acusat de conspirar contra la República i voler portar altre cop la monarquia dels Tarquinis.